# Malcolm Sequeira
Malcolm Sequeira (ur. 4 listopada 1961 w Giriz) – indyjski duchowny katolicki, biskup Amravati od 2024.

## Życiorys

### Prezbiterat
Święcenia kapłańskie otrzymał 13 kwietnia 1996 i został inkardynowany do diecezji Puna. Był m.in. dyrektorem kurialnego wydziału ds. komunikacji społecznej, rektorem katedry oraz wikariuszem generalnym diecezji.

### Episkopat
30 listopada 2023 papież Franciszek mianował go biskupem Amravati.
25 stycznia 2024 na Polach Wyższej Szkoły Dyanamata w Amarawati przyjął święcenia biskupie, których mu udzielił kardynał Oswald Gracias.